# Apocaliptismo
Apocaliptismo, também grafado apocalitismo  ou apocalipticismo, é a doutrina ou crença religiosa de que haverá um apocalipse, termo que originalmente se referia à revelação da vontade de Deus mas que, contemporaneamente, se refere à crença de que o mundo terminará em breve. Tal crença está geralmente associada à noção de que a civilização se aproxima de um final tumultuoso como consequência de algum evento catastrófico global.

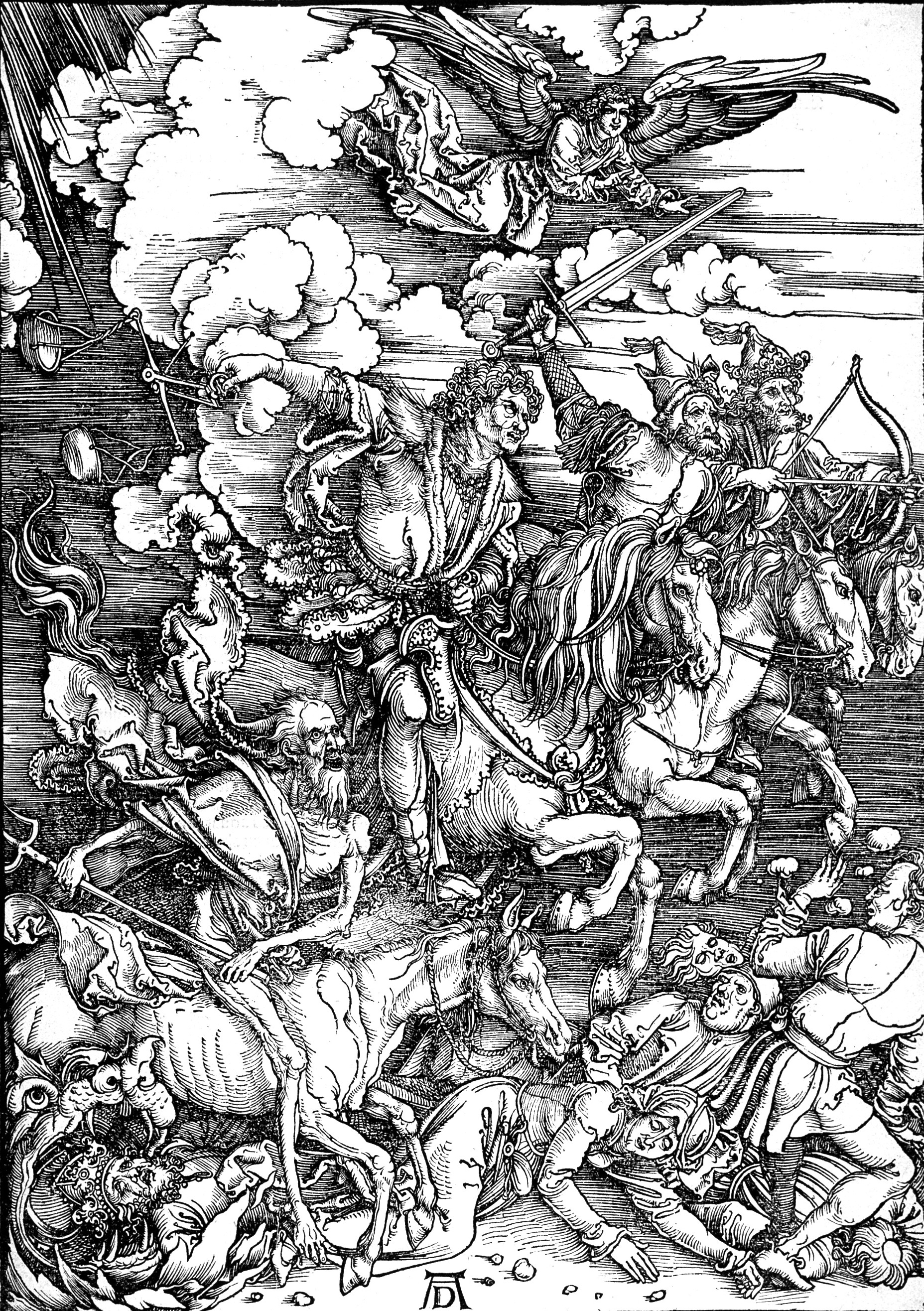
Quatro Cavaleiros do Apocalipse, por Dürer.